# Askrikefjärden
Askrikefjärden est un fjärd (un bras de mer d'origine glaciaire) situé dans l'archipel de Stockholm en  Suède.

## Présentation
Askrikefjärden, est situé entre Lidingö et Bogesundslandet dans la commune de Vaxholm. 
Le fjärd est une partie du Saltsjön. 
Askrikefjärden est relié à Stora Värtan à l'ouest et à Halvkakssundet à l'est. 
Les plus grands fjärds du côté de Lidingö sont Södergarnsviken à Södergarn et Grönstaviken à Täcka udden, qui appartiennent aux installations les plus anciennes au monde de l'histoire de l'aviation où l'inventeur Carl Richard Nyberg (sv) a tenté en vain d'être le premier à construire un avion à moteur.
À l'ouest de Täcka udden se trouve Grönstakolonin, qui a été créée en 1910.
Un peu plus à l'ouest se trouve Trolldalen, datant de 1912.
À l'est se trouve Rävviken, qui est à la fois une baie d'Askrikefjärden et une zone de villas avec quelques villas d'été culturellement précieuses du début du siècle 1900.
Le trafic maritime est majoritairement constitué de bateaux de plaisance. 
La compétition de voile Lidingö Runt (sv) a lieu dans le fjärd.

## Étymologie
Askrikefjärden tire son nom de la ferme Askrike (selon une carte de 1661 orthographiée Askerÿke) qui était située à l'extrémité orientale de la large baie où se trouvent aujourd'hui Askrikebadet et le camping de Bogesundslandet. Du côté de Lidingö, on remarque Fågelöuddebadet et Sticklingebadet. Le plus grand archipel est Storholmen, situé dans la partie ouest d'Askrikefjärden.

## Galerie

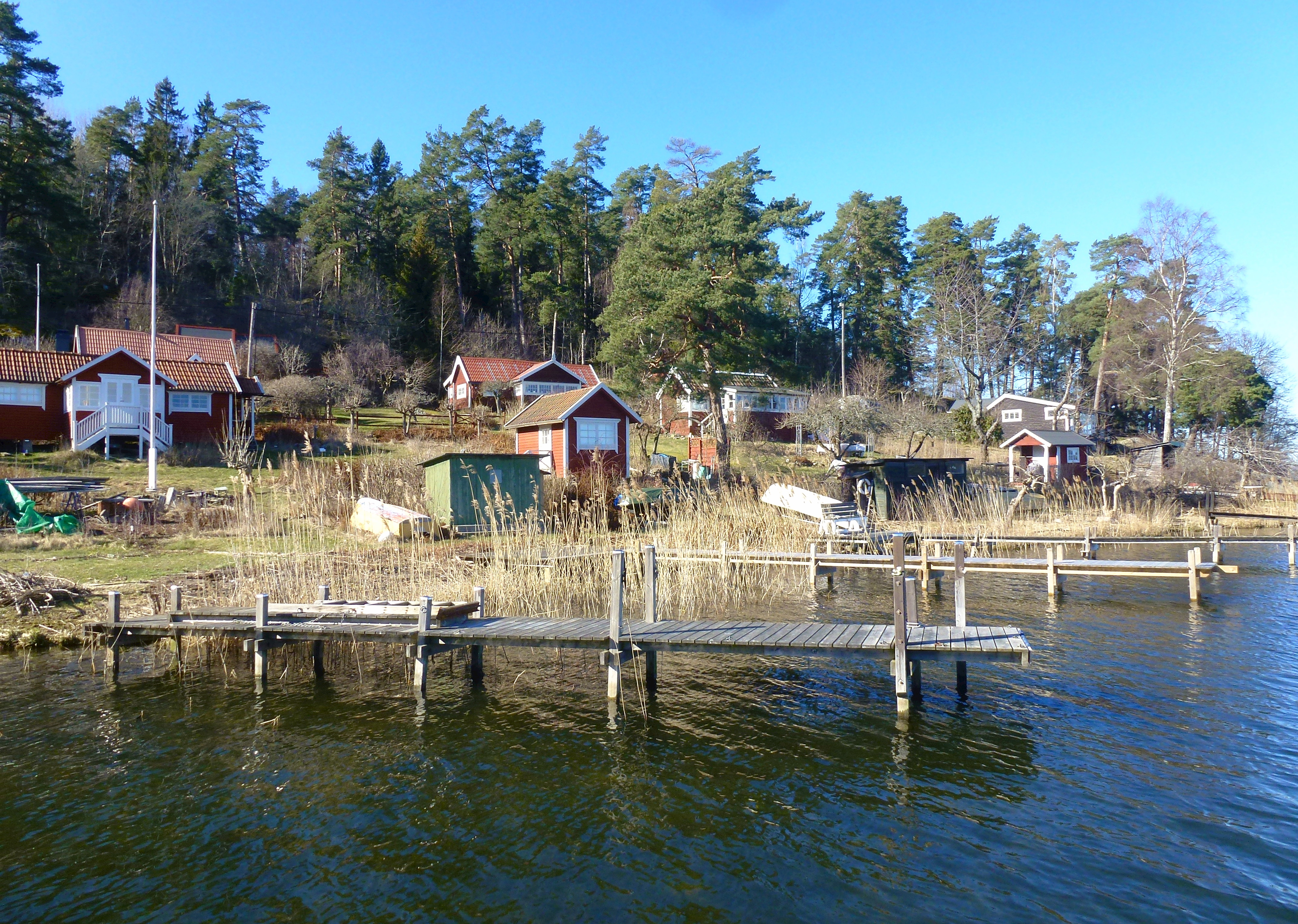
Les quais de Grönstakolonin.
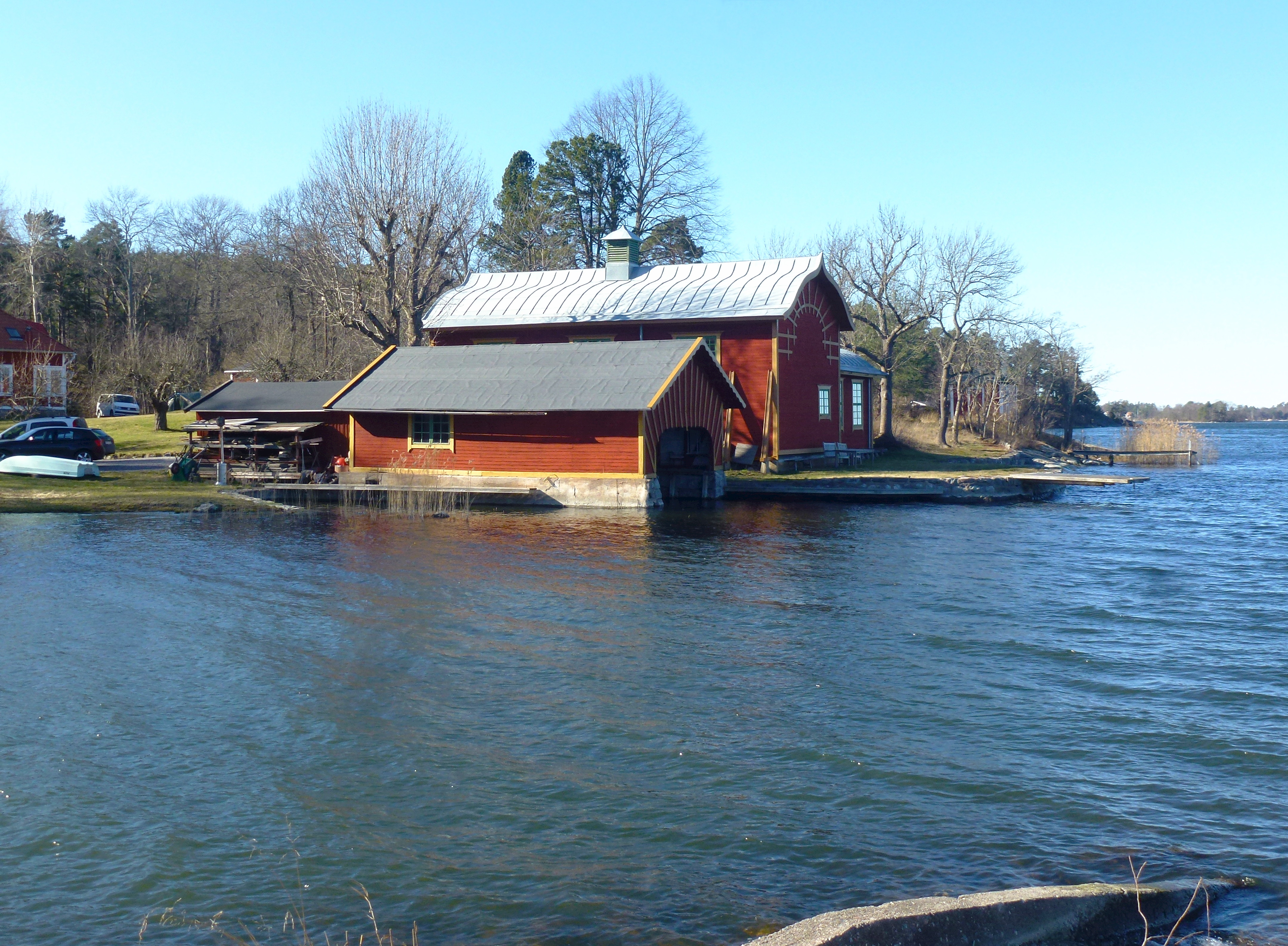
Hangars à a Täcka udden.
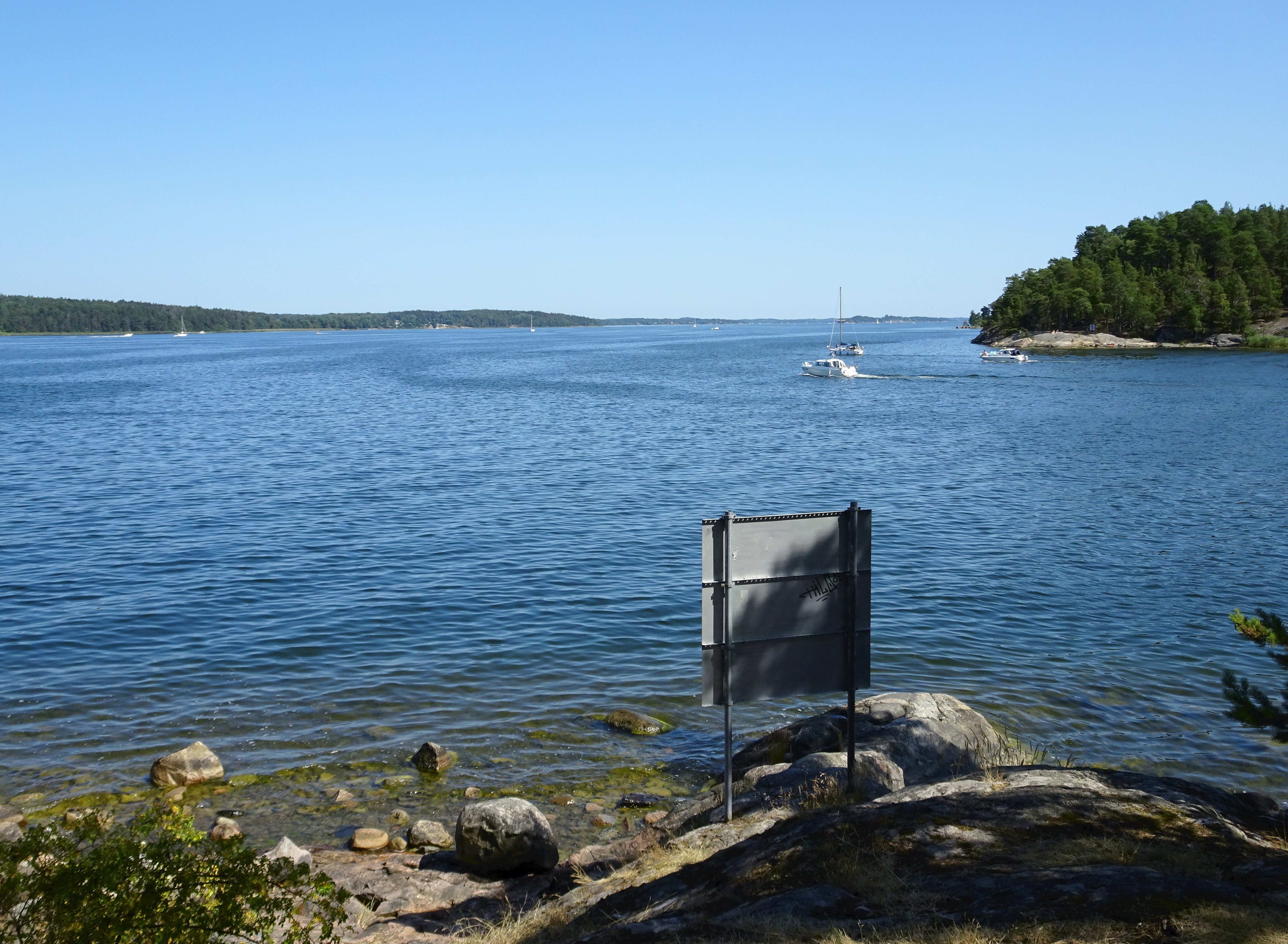
Askrikefjärden vue de Bosön.